# Ein Weihnachtsmärchen (2008)
Ein Weihnachtsmärchen ist ein französisches Komödien-Drama aus dem Jahr 2008. Der preisgekrönte und von der Kritik gelobte Film wurde am 18. Dezember 2008 in der Schweiz veröffentlicht.

## Handlung
Im Haus des alternden Ehepaares Junon und Abel Vuillard trifft sich die ganze Familie zum Weihnachtsfest. Dank Vater Abels Bemühen ist auch Henri, der verstoßene Sohn, diesmal dabei. Dieses Weihnachten steht ganz im Zeichen von Junons Krebserkrankung. Ihr Blutkrebs soll mit Hilfe einer Knochenmarktransplantation besiegt werden. Nachdem sich in den letzten Wochen alle histologisch untersuchen ließen, kommen nur noch ihr 14-jähriger Enkel Paul und ihr ungeliebter Sohn Henri als Spender in Betracht. Junon entscheidet sich für Henri als Spender. „Er kam aus meinem Bauch – ich nehme mir nur, was mir gehört“ sind ihre Worte.
Ungeachtet der Festtage keimen die alten Feindseligkeiten wieder auf. Junons Schwiegersohn Claude reist nach einer Schlägerei mit dem cholerischen Henri wieder ab. Von einer alten Freundin der Familie erfährt Junons Schwiegertochter Sylvia Einzelheiten aus der Vergangenheit ihres Ehemannes Ivan, nämlich dass dieser einst seinen Cousin Simon dazu überredete, auf Sylvia zu verzichten, weil er so unsterblich in Sylvia verliebt sei. Sie fühlt sich übergangen, hätte sie doch gern selbst entschieden, mit wem sie ihr Leben verbringt.
Henris Freundin Faunia verlässt das Haus noch vor Heiligabend – als Jüdin steht sie dem Weihnachtsfest kritisch gegenüber. Simon verlässt die Familienfeier am Heiligabend, um sich in einer Bar zu betrinken. All sein Tun und seine Gedanken sind auf Sylvia gerichtet. Sein Leben erscheint ihm sinnlos ohne sie. Sylvia findet ihn, holt ihn nach Hause und verbringt die Nacht mit ihm. Ihrem Gatten Ivan bleibt dies nicht verborgen.
Elisabeth beklagt sich am nächsten Morgen bei ihrem Vater über ihre mangelnde Lebensfreude. Der sieht den frühen Tod ihres Bruders Josef, dem erstgeborenen der Vuillards, als Auslöser.
Nach den Festtagen erfolgt dann die Transplantation. Henri besucht seine Mutter gegen den Rat des medizinischen Personals sofort nach dem Erwachen aus der Narkose, zeigt sich ihr gegenüber fürsorglich und aufmunternd. Elisabeths anschließendem Monolog ist zu entnehmen, dass Junons Körper das Transplantat gut angenommen hat.

## Hintergrundinformationen
Die Filmemacher Arnaud Desplechin und Emmanuel Bourdieu ließen sich durch das Sachbuch La Greffe, entre biologie et psychanalyse von Jacques Ascher und Jean-Pierre Jouet inspirieren.
Das Budget des Films betrug rund 6,3 Mio. Euro. Die Einnahmen weltweit beliefen sich auf etwas mehr als 5 Mio. Dollar. Die Drehorte waren Paris, Lille, Croix, Roubaix und der Friedhof in Tourcoing. In der Uni-Klinik von Lille wurden keine agenturvermittelten Comparsen eingesetzt, sondern das tatsächlich dort beschäftigte Personal.

### Trivia
Die Darstellerinnen Catherine Deneuve und Chiara Mastroianni sind Mutter und Tochter.

## Filmmusik
- Sommernachtstraum – Felix Mendelssohn Bartholdy
- Lullaby – George Gershwin
- Lyric Fathom – Blackalicious
- Merry Christmas Baby – Otis Redding
- Merry Christmas Baby – The M. Jones and Johnny Moore Orchestra
- Domenico Scarlattis Sonate K27 in H-Moll – Marcela Roggeri
- Domenico Scarlattis Sonate in H-Moll – Scott Ross
- Love & Happiness – Julien Lebrun
- Nisi Dominus – Regensburger Domspatzen
- No Surrender – White & Spirit
- I’m a good woman – The Generation
- The big sleep – Gaspard Royant
- King of Rock Bottom – Mr. J. Meideros
- O Come All Ye Faithful – Mark Ford
- Symphonie Ad Sepulcrum – Quintett unter der Leitung von Anne Christine Leuridan
- Lotus Blossom – Joe Henderson
- Fleurette africaine – Duke Ellington
- Ad Lib On Nippon – Duke Ellington
- It’s Been A Long Long Time – Brook Benton
- It’s A Good Woman – Ozen
- Expectation – The Coal Aston Carollers
- Hark, Hark! – Carollers From the Black Bull
- Bulbs – Gil Evans
- Was It You? – Art Palmer Quartet
- Air – Cecil Taylor
- Vivaldis L'estro armonico Opus 3 – Europa Galante
- Gaude et laetare – Chor der Westminster-Kathedrale
- Prince Zorro – Olivier Deparis
- Hark! – Les Petits Chanteurs à la Croix de Bois
- Ana Baashaq El Bahr – Nagat El Saghira
- Raga Hansadhwani – Shiv Kumar Sharma
- Oderjimi Jim – Novella Nikolaeva Matveeva

Die musikalische Untermalung stammt aus der Feder von Grégoire Hetzel.

## Kritik
„In expressivem Erzählstil mit extremen Kameraperspektiven und Brüchen der Geschlossenheit der fiktionalen Welt entfaltet das ungewöhnliche Familiendrama ein tragikomisches, mal surreales, mal beklemmend realistisches Universum, dessen schonungslosem, aber doch zärtlichem Ton sich die vorzüglichen Darsteller nahtlos einfügen.“

„‚Conte de Noël‘ aber ist ein seltener Glücksfall geworden, wo sich große Schauspieleregos gänzlich uneigennützig in den Dienst eines an Ideen überschäumenden Regisseurs stellen, der mit shakespeare’scher Wucht, Verve und Chuzpe das Genre des Familienrührstücks für die Leinwand neu zu erfinden weiß. […] Wie ein großer Jazzvirtuose experimentiert Desplechin stilistisch mit Schattentheaterfiguren, Zeitlupen, Schlüssellochaufnahmen und Fotocollagen und unterlegt dieses kreative Chaos auch noch mit der gesamten Bandbreite musikalischen Schaffens. Wer soviel riskiert und dabei seinem inneren Werte- und Emotionen-Kompass treu bleibt, kann im Kino von heute immer noch viel gewinnen.“

## Auszeichnungen
- Broadcast Film Critics (USA)
  - Nominierung: Bester fremdsprachiger Film

- Internationale Filmfestspiele von Cannes 2008 (Frankreich)
  - Nominierung: Goldene Palme (Arnaud Desplechin)

- César 2009 (Frankreich)
  - Auszeichnung: Bester Nebendarsteller (Jean-Paul Roussillon)
  - Nominierung: Beste Nebendarstellerin (Anne Consigny)
  - Nominierung: Beste Kamera (Eric Gautier)
  - Nominierung: Beste Regie (Arnaud Desplechin)
  - Nominierung: Bester Schnitt (Laurence Briaud)
  - Nominierung: Bester Film
  - Nominierung: Bester Ton (Nicolas Cantin, Jean-Pierre Laforce und Sylvain Malbrant)
  - Nominierung: Bestes Originaldrehbuch (Emmanuel Bourdieu und Arnaud Desplechin)
  - Nominierung: Bester Nachwuchsdarsteller (Laurent Capelluto)

- Chicago Film Critics (USA)
  - Nominierung: Bester Fremdsprachiger Film

- Étoile d’Or (Frankreich)
  - Auszeichnung: Beste Regie (Arnaud Desplechin)

- Online Film Critics Society Awards (USA)
  - Nominierung: Bester fremdsprachiger Film

- Satellite Awards 2008 (USA)
  - Nominierung: Beste Hauptdarstellerin (Catherine Deneuve)

- Europäischer Filmpreis 2008 (Europa)
  - Nominierung: Bester künstlerischer Beitrag